# Catreu
Catreu (en grec antic Κατρεύς), va ser un rei de Creta, un dels quatre fills de Minos i de Pasífae.
Un oracle va advertir Catreu que moriria a mans d'un dels seus fills. En tenia quatre, tres noies, Aèrope, Clímene i Apemòsine, i un noi, Altèmenes. Catreu va ocultar la profecia als seus fills, però Apemòsine i Altèmenes la van saber. Tots dos van marxar de Creta per evitar complir el destí i van fer cap a Rodes, on van fundar una ciutat anomenada Cretènia, pel nom de l'illa on havien nascut. Mentrestant, Catreu, per por de l'oracle, va donar les altres dues filles, Aèrope i Clímene, a Naupli, perquè les vengués com a esclaves lluny del seu país. Però quan Catreu es va fer vell, va voler deixar el reialme als seus fills, i va anar a Rodes a buscar-los. Va desembarcar amb el seu seguici en un lloc desert i va ser atacat per uns pastors que els van prendre per pirates. Ell va protestar i va dir qui era, però els lladrucs dels gossos van impossibilitar que se l'entengués. Els pastors el van lapidar fins al moment en què va arribar Altèmenes que el rematà amb una llança. Quan va saber què havia fet, va demanar als déus que la terra se l'empassés, i així va ser. Mentre Menelau era als funerals de Catreu, Paris va raptar la seva esposa Helena.